# NGC 2865
NGC 2865是一個在天球上位於長蛇座的橢圓星系，距離地球超過1億光年。該星系於1835年由天文學家約翰·赫歇爾發現。
NGC 2865在橢圓星系中是相對較年輕的。該星系擁有一個快速旋轉的盤面，並且內部充滿恆星和富含金屬的氣體。因為NGC 2865的年輕恆星在橢圓星系中不尋常地多，天文學家推論在約10億年前該星系發生過星暴事件。並且該事件是NGC 2865的前身星系和另一個螺旋星系合併所引發。